# Nikolai Fjodorowitsch Pogodin
Nikolai Fjodorowitsch Pogodin (russisch Николай Фёдорович Погодин; * 3.jul. / 16. November 1900greg. in Gundorowskaja (heute: Donezk (Russland)), Oblast des Don-Heeres (heute: Oblast Rostow), Russisches Kaiserreich; † 19. September 1962 in Moskau) war ein sowjetisch-russischer Schriftsteller und Dramatiker.

## Leben
Nikolai Fjodorowitsch Pogodin wurde 1900 in der Staniza Gundurowskaja am Don (heute zu Donezk), im Russischen Reich, als Sohn eines Bauernehepaars mit dem Geburtsnamen Nikolai Fjodorowitsch Stukalow geboren. Nach der Grundschule trug er Zeitungen aus, lieferte Verbrauchsmaterialien für Schreibmaschinen und zahntechnische Geräte aus, arbeitete als Schlosser, Buchbinder sowie in einer Tischlerei. Am russischen Bürgerkrieg nahm er freiwillig als Angehöriger der Roten Armee teil. 1920 begann er seine schriftstellerischen Tätigkeiten in Rostow am Don als Reporter für die Arbeiterzeitung Trudowaja Schisn und die Gebietszeitung Molot. Von 1922 bis 1928 war er bei der Prawda als Sonderberichterstatter beschäftigt. 1925 verlegte er seinen Wohnort nach Moskau, wo er 1926 seine erste Reportage Roter Morgen veröffentlichte, der zwei weitere folgten und nach denen 1928 die ersten Erzählungen erschienen. Nach einem Besuch in der Leningrader Traktorenfabrik schrieb er 1929 sein erstes Theaterstück Tempo, dem noch 40 weitere folgten. Von 1951 bis 1960 war Chefredakteur der Theaterzeitschrift Teatr.
Nikolai Fjodorowitsch Pogodin verstarb 1962 im Alter von 61 Jahren in Moskau und fand dort seine letzte Ruhestätte auf dem Nowodewitschi-Friedhof.

## Werke (Theater)
- 1929: Tempo (Temp)
- 1932: Mein Freund (Moi drug)
- 1934: Aristokraten (Aristokraty)
- 1937: Der Mann mit dem Gewehr (Tschelowek s ruschjem)
- 1940: Glockenspiel des Kremls (Kremljowskije kuranty)
- 1942: Moskauer Nächte (Moskowskije notschi)
- 1949: Missouri-Walzer (Missurijski wals)
- 1958: Die dritte Pathetische (Tretja patetitscheskaja)
- 1961: Die blaue Rhapsodie (Golubaja rapsodija)

## Auszeichnungen
- 1939: Leninorden
- 1941: Stalinpreis
- 1949: Verdienter Künstler der RSFSR
- 1951: Stalinpreis
- 1959: Leninpreis
- 1960: Leninorden
- Medaille „Für heldenmütige Arbeit im Großen Vaterländischen Krieg 1941–1945“

In der kasachischen Stadt Petropawl wurde das russische Theater nach ihm benannt.